# هومايتا
هومايتا (بالإسبانية: Humaitá)‏ هي منطقة سكنية تقع في باراغواي في إدارة نيمبوكو.[بحاجة لمصدر] يقدر عدد سكانها بـ 3,214 نسمة ومساحتها 389 كم2 وترتفع عن سطح البحر 44 متر.

## تاريخها

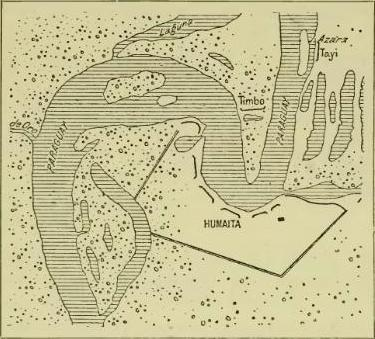
Position of the old Fortress of Humaitá.

تاريخ القلعة القديم وجد إلى الجهة الشمالية لنهر بارغواي بالتحديد 530كم جنوبا